# Кубофутуризам
Кубофутуризам (рус. кубофутуризм) био је уметнички покрет, развијен у оквиру руског футуризма, који је настао почетком 20. века у Руској Империје. Карактерише га спајање уметничких елемената пронађених у италијанском футуризму и француском аналитичком кубизму. Кубофутуризам је био главна школа сликарства и скулптуре рускхи футуриста. 1913. године, термин „кубофутуризам“ је први пут почео да описује дела чланова песничке групе „Хилејци“, док су се удаљавали од поетског симболизма ка футуризму и зауму, експерименталној „визуелној и звучној поезији Кручениха и Хлебњинкова“. Касније исте године концепт и стил кубофутуризма постали су синоним за дела уметника у украјинским и руским постреволуционарним авангардним круговима док су испитивали нерепрезентативну уметност кроз фрагментацију и измештање традиционалних форми, линија., тачке гледишта, боје и текстуре унутар њихових делова. Утицај кубофутуризма се тада осетио у уметничким друштвима, где су кубофутуристички сликари и песници сарађивали на позоришним, биоскопским и балетским делима која су имала за циљ да разбију позоришне конвенције употребом бесмислене поезије заум, нагласком на импровизацији и подстицање учешћа публике (пример је футуристичка сатирична трагедија Владимир Мајаковски из 1913).
Коегзистенција ових различитих токова уметничке праксе у оквиру куб-футуризма одражава идеолошку преокупацију колективном обновом и деконструкцијом (појам насатао из постреволуционарног контекста) са сваким песником или сликаром слободним да креира сопствену естетску свест засновану на концепту револуција и колективно деловање кроз реинтерпретацију уметничких и друштвених традиција.

## Историјска позадина

### Важност постреволуционарног контекста
У контексту касне царске Русије, друштво је било дубоко подељено по друштвеним класама. Руска индустријализација, развој, економски раст и урбанизација су далеко заостајали за другим западним земљама. Земља је имала висок ниво неписмености, лошу здравствену заштиту и борила се са ограничењима слабе могућности масовне комуникације ван већих градова  Уметници који ће касније постати кубофутуристи приметили су утицаје машинског доба на свакодневни живот, препознајући лепоту, динамику и енергију естетике утилитарне машине која је довела до обновљено интересовање за технолошку модернизацију у уметности, поезији и животу. Украјински модернистички сликар Александар Шевченко (1883–1948) поновио је ово осећање када је 1913. изјавио: „Свет је претворен у једну, монструозну, фантастичну машину која се непрестано креће, у један огроман аутоматски организам који није животињски… [ово] не може а да се не одрази у нашем размишљању и у нашем духовном животу: у уметности“. „Култ машине” је постајао све више утопијски у круговима кубофутуриста, а уметници су идилични феномен производње машина доживљавали као најважнију „ пролетаријатску креацију” због њене способности да помогне у изградњи праведног, колективног живота за све људе без обзира на то. класе. Ова идеолошка концепција утопијског савршенства значајно је утицала на стилске елементе кубофутуристичког покрета, утичући на уметнике да експериментишу са чистом апстракцијом, геометријским облицима, оштрим линијама и равнима, и деконструкцијом органских форми у структуре прожете машинском симболиком.

### Утицај руских колекционара уметности
На врху раног 20. века дубоке друштвене, политичке и класне поделе Русије биле су мале групе елитних аристократа и бизнисмена. Са значајним приступом међународним уметничким тржиштима и дилерима, купили су значајан број европских ремек-дела раног 20. века за своје личне колекције. Колекционари и мецене, Сергеј Шчукин (1854–1936) и Иван Морозов (1871–1921), посветили су посебну пажњу импресионистичкој, постимпресионистичкој, фовистичкој, кубистичкој и футуристичкој уметности из целе Европе, сакупивши већи избор значајних дела, и сходно томе упознавајући локалне руске уметнике са уметничким покретима, техникама и стиловима популарним широм континента. Шчукинова колекција обухватала је знатан број дела Пикаса, Матиса, Сезана, Монеа и Гогена, омогућавајући уметницима у Санкт Петербургу и Москви приступ кубистичким и футуристичким делима која ће касније утицати на развој кубофутуристичког покрета.

### Порекло појма
Термин „кубофутуризам“ се први пут помиње у предавању 1913. године, првобитно се односио на песнике који су припадали књижевној групи Давида и Владимира Бурлиука, „Хилаеа / Гилеа“
Термин је сковао Корнеј Чуковски (1882-1969), руски ликовни критичар, позивајући се на радове Владимира Мајаковског, Алексеја Кручоних, Велимира Хлебникова, Бенедикта Лившица и Василија Каменског, чланова групе Хилаеа. Тек након што су поменути песници почели да показују шокантно јавно понашање (на пример, носећи апсурдну одећу), писци и покрет уопште почели су да се називају једноставно „руски футуризам“. Као резултат тога, „кубофутуризам“ је тада почео да се односи на уметнике који су били под утицајем кубизма и футуризма.
Најраније појаве кубофутуристичког стила уметности налазимо у делима Наталије Гончарове, која је већ 1909. године на својим сликама применила кубистичка и футуристичка изражајна средства.
Захваљујући савременој технологији (транспорт и телеграфија, на пример) и искуству уметника других земаља, ставароци у Русији су знали много о авангардним догађајима у Европи. Кубофутуризам као уметнички стил ће почети да добија свој пуни облик у годинама 1912-1913.
Један од првих великих сликара који је постао кубофутуриста био би Казимир Маљевич, који је ушао у своју кубофутуристичку фазу 1912–1913. За Маљевича је кубофутуризам био посебно важан, јер је симболизовао везу између мирноће конвенционалног кубизма и динамике својствене футуризму. Уместо да једноставно следи пример сликања индустријских сцена, које су поставили футуристи у Италији, он је сликао традиционално сеоски живот у јарком, супротстављеном авангардном стилу. Пример његовог кубофутуристичког дела је Брусилац ножева, насликан око 1912–1913.
Наталија Гончарова је званично ступила на своју футуристичку сцену око 1912. до 1913. године; убрзо су у њеном раду постали очигледни кубофутуристички утицаји.
Појавили су се и други кубофутуристички уметници, на пример Александра Екстер и Љубов Попова, која је учила о кубизму током свог боравка у Паризу 1912. и сликала је у кубофутуристичком стилу од 1913. до 1914. Покрет у Русији је био значајан по томе што је имао велики проценат сликарки, за разлику од футуристичког покрета у Италији.
Кубофутуристи – и песници и уметници – такође су били истакнути по својим специфичним ексцентричним активностима.
Руски футуристи су били згрожениегофутуристима, ривалском руском књижевном асоцијацијом коју је 1911. године основао песник Игор Северјанин. 

### Крај кубофутуризма
Може се рећи да је кубофутуризам завршио са изложбом 0,10 1915–1916, коју је  организовао Пуни, а крах је убрзан ривалством између Малевича и Татлина; након тога, већина припадника кубофутуризма почела је да усмерава своју енергију на друге стилове писања или сликања, на пример на Малевичев нови уметнички покрет Супрематизам, који је званично почео на изложби 0,10, или са конструктивизмом.
Према италијанском сликару футуристи Ђину Северинију, који је упознао и чуо приче из прве руке од руских сликара футуриста Ларионова, Пунија и Ксеније Богуславске, покрет је престао да постоји 1916. иако је према Енциклопедији Британици, стил наставио да постоји отприлике до 1919.
За кубофутуристичке уметнике, овај покрет је представљао помак у стилским вредностима од перцепције сликарства као одраза њихове тренутне стварности.
Један такав пример био је рад Казимир Маљевич Брусилица ножева 1912–13. Металик боје стварају динамичку представу кретања и енергије, осликавајући механичку вибрацију и динамички ритам модернизације кроз индустријализацију и механичку хармонију. Сам брусилац ножа је централан у композицији, камуфлиран у густе апстрактне геометријске облике који га окружују и обухватају, позивајући се на идеју да се човек стопио у механичко савршенство џиновског организованог система. За Малевича и друге уметнике кубофутуристичког покрета оваква дела су деловала као друштвена метафора која наглашава процес трансформације, револуције, друштвене обнове и пролетаријатског колективизма који су видели као будућности свог друштва. Комплексни апстрактни геометријски облици и представе усавршеног механичког друштва наглашавају револуционарну природу њиховог рада јер је „само футуристичка уметност изграђена на колективним принципима... Само је футуристичка уметност, у данашње време, 'уметност пролетаријата'”, како је сликар и вајар Натан Алтман (1889–1970) једном приметио.
Кубофутуристички ликовни уметници су јединствени по својој независности и аутономији од осталих чланова покрета.
Руски уметници су почели да експериментишу са комбинацијом кубизма и футуризма и у скулптури. Уметници који су експериментисали са кубистичким и футуристичким (или комбинацијом оба) стиловима у оквиру скулптурског рада, су изразили несклоност традиционалним, класичним уметничким традицијама, истичући тако карактеристично кубофутуристичко интересовање за трансформацију и иновацију.
Међу кубофутуристичким вајарима су били Јосиф Чајков, Борис Корољов и Вера Мухина, сви су предавали у совјетској државној уметничкој школи у Москви.

## Књижевност

### Поезија
Песници који су експериментисали са кубофутуристичким идеалима инсистирали су на важности деконструкције правила и значења поезије, систематски нападајући раније популарне руске класичне и симболистичке песнике због њихове склоности да испитују метафизичке, езотеричне идеје које нису имале одјека код обичног становништва. Кубофутуристички уметници су употребљавали хаотичан језик и концепте који су омогућавали слободу изражавања и тумачења просечног човека. Попут визуелних уметника истог покрета, песници су били заинтересовани да створе „потпуно нове речи и нов начин комбиновања речи“, трансформишу и поново креирају поезију као форму која је осликавала њихове идеје о модернизованој будућности. Песници кубофутуристичког покрета видели су писање као „лабораторију или радионицу“ за обнављање језика и књижевности, сецирање речи и генерисање неологизама како би променили савремена схватања поезије како би показали своје интересовање за револуцију и модерност. Ова пракса је позната као заум а поетски експеримент се касније развијао и укључивао је деконструкцију језика до ономатопејских облика. Један такав пример за то су звучне слике Велимира Хлебникова у његовој драми Зангези. Кубофутуристички песници су такође користили неортодоксне методе током јавног извођења поезије, као што су осликана лица, перформанси и ношење екстравагантне одеће како би привукли пажњу на свој рад и истакли футуристичко експериментисање.

### Позориште
Увођење кубофутуристичких теорија и идеологија у сферу позоришне продукције довело је до широко распрострањеног скандала у руском друштва с краја века. Кубофутуристи су користили агресивнији стил у наступима, наступ им је често био провокативан или неразумљив језик, импровизацију и непредвидљивост.  Како наводи Роман Јакобсон (1896–1982): „Вечери футуриста привлачиле су… публику… Реакције јавности су биле различите: многи су дошли да виде скандал, али је широк део студентске јавности чекао нову уметност, желео је нови свет“.

## Значај
Кубофутуризам је био невероватно значајан у развоју уметничких стилова као што су рајонизам, супрематизам и конструктивизам, при чему је покрет деловао као прелазна фаза између објективних, фигуративних дела и радикалне необјективне, нерепрезентативне апстрактне уметности. Кубофутуризам је уметницима дао слободу да се баве субјективношћу и експериментишу са употребом геометријских облика.
Кубофутуризам је био полазна тачка за уметнике Михаила Ларионова (1881–1964) и Наталију Гончарову да развију рајизам (који се назива и рајонизам), један од првих необјективних руских уметничких стилова.

Било је то или рајизам или, још једном, кубизам и футуризам (или мешавина сва три) који су касније утицали на Казимира Маљевича да створи супрематизам, који се данас сматра једним од најзначајнијих уметничких покрета 20. века.
- Дрвосеча (1912)Казимира Маљевича
- Костимографија (око 1910-1913) Казимира Маљевича за Победу над Сунцем
- Каваљер (1913) Александре Екстер
- Град (1913) Александра Екстер
- Плаво на плеху (1913) Олге Розанове
- Пијаниста (1914) Љубове Попове
- Анђели и авиони (1914) Наталије Гончарове
- Фјодор Кристијанија (1915) Владимира Баранова-Росина
- Плесач у покрету (1915) Михаила Ларионова
- Жена која путује (1915) Љубове Попове
- Изградња цвећем (1916) Наталије Гончарове
- Рељеф (око 1915-1916) Ивана Пунија